# Episode af tilbagetoget fra Dannevirke den 5. - 6. februar 1864 - Slaget ved Sankelmark og Oversø
Episode af tilbagetoget fra Dannevirke den 5. - 6. februar 1864 - Slaget ved Sankelmark og Oversø er et maleri af Niels Simonsen fra 1864.

En dansk menig fortæller om episoden på maleriet: 
| „ | Lidt nord for Flensborg reddede vort kompagni en feltkanon, som stod i grøften. Premierløjtnant Schiøtt syntes, det var en skam, om tyskerne skulle have den. Nogle artillerister, som kom forbi, kunne ikke tage den med, for seletøjet til deres heste var sprunget. Skal vi tage den med? - foreslog han. Jo, det blev vi let enige om. En flok tog straks fat, og en syg kammerat kom op at køre. | “ |

 Generalmajor Carl Caroc nævner i hans rapport om infanterireservens tilbagetog fra Dannevirke, at 8. Regiment slæbte i alt to kanoner med fra Flensborg til Gråsten. Den ene kanon, som var fornaglet, medtoges fra Nystaden og den anden fra Klusris Skov.